# Grootkopbladroller
De grootkopbladroller (Zeiraphera isertana) is een vlinder uit de familie Tortricidae, de bladrollers. De vlinder heeft een spanwijdte tussen de 13 en 18 millimeter. De soort komt verspreid over Europa en het Nabije Oosten voor.
De vlinder vliegt in gebieden met veel eiken in de maanden juli en augustus. De rupsen leven van de bladeren van de eik. Overwinteren vindt plaats als ei.
De kleuren van de vlinder zijn erg variabel. Vaak is wel een olijfgroene kleur in de tekening te herkennen.